# Хозяева драконов
«Хозяева драконов» — научно-фантастическая повесть Джэка Вэнса, впервые опубликованная августе 1962 году в журнале Galaxy, и в следующем году (1963) издательством Ace Books в книжном варианте под одной обложкой с романом «Пять золотых браслетов». В 1963 повесть удостоилась награды Хьюго в номинации лучший рассказ.

## Описание сюжета
Планету Эрлит населяют потомки земных переселенцев, оказавшихся в изоляции после коллапса Старого закона (земной империи). Им удалось приручить драконов, которые используются в междоусобных войнах. В ходе своеобразной гонки вооружений выращиваются новые виды драконов. Время от времени из космоса прилетают корабли Базовых, цивилизации драконов, приручивших людей и использующих их в боевых и прочих целях. Базовые выращивают новые виды людей-рабов и совершают набеги на изолированные миры, разрушают людские поселения и угоняют людей в рабство, чтобы пополнять генофонд для дальнейшего выращивания рабов.
Правитель Долины Бенбека Джоз Бенбек ожидает нового набега Базовых. Ему приходится вступить в бой с правителем Счастливой долины Эрвисом Карколо, мечтающим вернуть гегемонию рода Карколо. В разгар боя в Счастливой долине приземляется корабль Базовых, они угоняют всё население на корабль, истребляют негодных, взрывают наземные строения. Карколо отправляется с войском в обратно в долину Бенбека, чтобы позлорадствовать над грядущим разгромом своего противника. Однако Джозу Бенбеку удаётся навязать инопланетянам бой среди скал и разгромить войско Базовых. После отказа Джоза на предложение Базовых «объединиться и прекратить напрасное уничтожение генофонда» орудия корабля Базовых разрушают всё подряд. Бенбек ведёт часть войска через скрытый подход к кораблю, герои врываются на борт вслед за отрядом Эрвиса Карколо. Люди истребляют нескольких Базовых, но оставшиеся инопланетяне выкуривают вторгшихся газом. Вышедшие наружу люди оказываются в окружении солдат Базовых.
Тем не менее Базовые попадаются на удочку Бенбека, его сын и жена намеренно показались на глаза Базовым, выскочив из-за утёсов. Думая, что там находится скрытый вход в поселение людей инопланетяне разбивают выстрелами скалы, но на самом деле там находится скрытый вход в пещеру Священных, расы аскетов, которые тайно строят космический корабль. Священные направляют энергию его двигателей на корабль Базовых и выводят его из строя. Воины Джоза захватывают корабль и нескольких Механиков и Оруженосцев, которые смогут его починить. Однако один из Оруженосцев перед смертью успевает подорвать корабль Священных, уничтожив результат их многовекового труда.

## Первые выпуски
- New York: Ace Books, 1963, Paperback (Ace Double F-185 вместе с Пять золотых браслетов)
- London: Dennis Dobson, 1965, Hardback (первое отдельное издание)